# اقتصاد جمهورية فيتنام

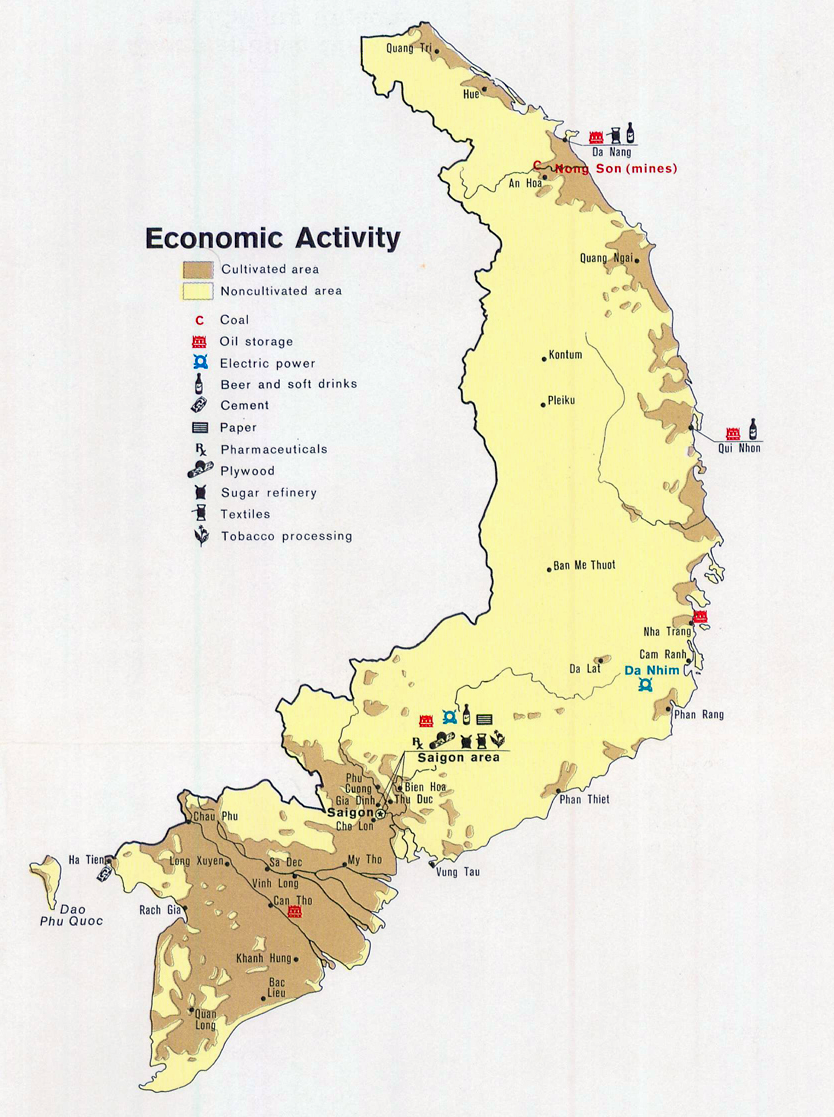
النشاط القتصاد في فييتنام الجنوبية، 1972

اقتصاد جمهورية فيتنام تتمتع جمهورية فيتنام (جنوب فيتنام) بسوق واقتصاد متطور ومفتوح. كان اقتصادها مستقلا بالكامل ما بين سنة 1936 وإلى غاية 1973. وبالرغم من أنه كان قائما على المخططات الاقتصادية الخماسية والرباعية. بقى اقتصاد فيتنام مستقرا لمدة 10 سنوات، ثم واجه بعد ذلك صعوبات نتيجة للتصعيد أثناء الحرب التي أدت إلى عدم استقرار النمو الاقتصادي وعجز كبير في الميزانية وتضخم وعجز اقتصادي هائل. كان على الحكومة الفيتنامية الجنوبية إجراء إصلاحات الأراضي مرتين. حيث لعبت الولايات المتحدة دورا هاما في هذا الاقتصاد من خلال المساعدات الاقتصادية والتقنية التي قدمتها.

## مراحل النمو

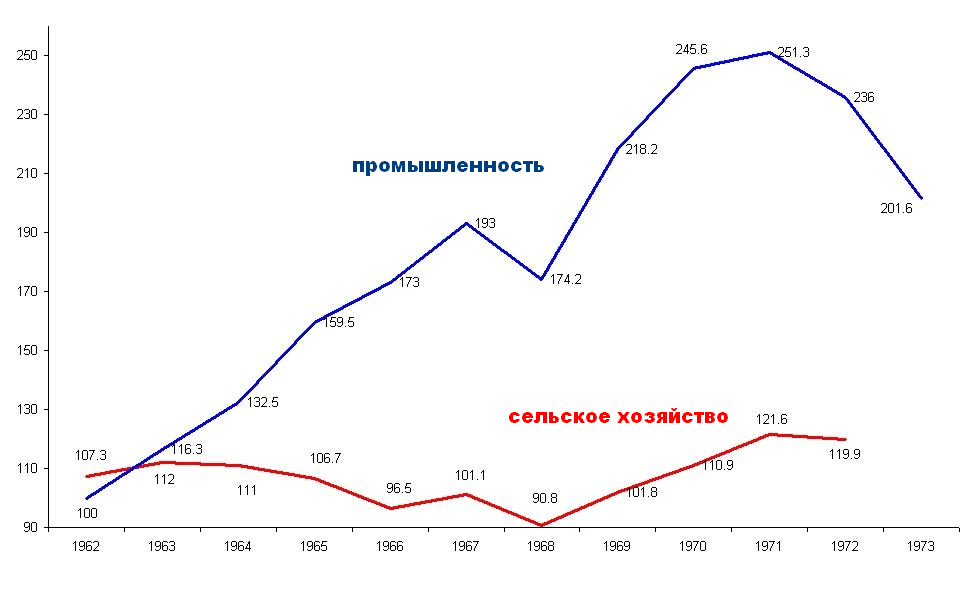
مؤشرات نمو الصناعة والزراعة في فيتنام الجنوبية (1961-1973)

### قبل عام 1965
شهدت فترة ما قبل سنة 1965 نسبة نمو سريعة في الناتج المحلي الإجمالي لاقتصاد فيتنام الجنوبية، رافقه ارتفاع معقول في مؤشر أسعار المستهلك. وظلت الاستثمارات قوية، كما حافظت الصناعة والزراعة بشكل عام على معدلات نمو عالية. وفي عام 1955، أسست حكومة نغو دينه ديم البنك الوطني ومكتب الصرف الأجنبي، كما أصدرت عملة جديدة لتحل محل القرش الفرنسي للدول الهندو صينية وحدد سعر صرف الدولار مقابل الدولار الأمريكي ب 35:1. وكذلك أجريت الإصلاحات الزراعية واستمرت حتى عام 1960. وضبطت الأراضي غير المستخدمة وأعيد توزيعها على المزارعين. حددت ملكية الأرض ب 1 كم مربع للفرد، أما ما زاد على ذلك فتم بيعه للحكومة لتبيعه بدورها للفلاحين الجديرين بها. وكان على الفلاحين وملاك الأراضي توقيع عقد استخدام للأراضي، وفقا لإيجار الأراضي حيث كان مادة إلزامية. ادت هذه السلسة من الإصلاحات إلى تمليك ثلثي الأراضي فيتنام الجنوبية إلى ملاك الأراضي الاغنياء. ولذلك، فإن حكومة نغوين فان ثيو أعادت صياغة هاته الإصلاحات لتغيير هذا الوضع. في عام 1956، مرت جمهورية فيتنام دستورا يتضمن تأسيس المجلس الاقتصادي الوطني وتحديد دوره. وترأس هذا المجلس نائب رئيس جمهورية فيتنام. وفي نفس العام، أصبح هذا البلد عضوا في صندوق النقد الدولي. وفي مارس من سنة 1957، أعلن نغو دينه ديم رئيسا للجمهورية الأولى، (Tuyên ngôn của Tổng thống Đệ nhất Cộng hòa) ودعي إلى الاستثمار الخاص المحلي والتزام الدولة بحماية مصالح المستثمرين وكذا شجع سياسات الاستثمار (نسب ضرائب وثمن اجرة الأراضي ومداخيل ضريبية معقولة....)
كما طبقت حكومة نغو دينه ديم سياسة التصنيع الموجه للتصدير لتعويض السلع المستوردة ولتحقيق الحمائية التجارية، كما خلقت حواجز جمركية وغير جمركية لحماية الشركات الصناعية الخفيفة. ادت هكذا سياست إلى إنشاء أول مصنع للورق في فيتنام، مصنع ان هاو للورق (1961)، في بيين هوا والذي يلبي 30-40 بالمائة من الطلب الحلي على الورق. واردات ضخمة من آلات الصناعة والمعدات والمعادن ميزت طابع التصدير للبلاد كما اعطيت الاولوية لعوامل مدخلات الصناعات المحمية، وفي الوقت نفسه، استفاد التصدير من اجراءات تشجيعية حيث تلقت عدة سلع مصدرة مساعدات حكومية. تم إجراء تعديلات على اسعار الصرف لمصلحة التصدير. حققت صادرات هذا البلد ارباحا على نحو سلس ما بين سنة 1955-1965. لعبت الحكومة أدوارها في التنمية الاقتصادية من خلال المخططات الاقتصادية الخماسية من سنة 1957 وحتي 1962.
أثبت اقتصاد جمهورية فيتنام في هذه الفترة أنه حقق تقدما ملحوظا، ومع ذلك، ادت الصراعات السياسية والاضطرابات (النزاعات المسلحة بين الفصائل، الانقلابات العسكرية المستمرة، ظهور ما يعرف بالجبهة الوطنية لتحرير جنوب فيتنام) إلى اعاقة هذه السياسات.

### مرحلة 1965-1969
في هذه الفترة، نمى الاقتصاد التحتي (السوق السوداء) وارتفع العجز في الميزانية واصاب الكساد اقتصاد الدولة، كما انخفضت قيمة العملة على فترات متكررة مما ادى إلى انكماش اقتصادي. كان اثر الحرب سلبيا على النمو الاقتصادي، وخاصة التصعيد الكبيرة خلال هجوم تيت عام 1968.
في عام 1965، تحولت فيتنام الجنوبية من دولة مصدرة للأرز إلى مستورد له. تواصلت إيرادات الأرز حتى حل الدولة سنة 1975. نجم ذلك عن انخفاض في المحاصيل من سنة 1965 إلى غاية 1968. بدأت مستويات الإنتاج في الارتفاع ابتداء من سنة 1968 نظرا لتوسيع مزارع الارز وزيادة الإنتاجية. وهذا كان نتيجة لزيادة استخدام الأسمدة الكيماوية، والآلات وأصناف جديدة من المحاصيل ذات الإنتاجية العالية. كان السبب الرئيسي لاستيراد الأرز حتى عام 1975 هو الطلب المتزايد على الأرز في المناطق التي تقع تحت سيطرة فيت كونغ والذي كان مصحوبا بتسلل المزيد والمزيد من القوات الفيتنامية الشمالية إلى جنوب فيتنام.
و ابتداء من سنة 1965، كان على الدولة تعليق سياسة التصنيع الموجه للتصدير، وهذا ما أدى إلى صعوبات في العديد من القطاعات التي أنشئت حديثا مثل السكر وقصب السكر، في حين كان ذلك مواتيا للتنمية بعض القطاعات الأخرى. استمرت الصناعة في النمو ما عدا سنة 1968 و1972 حيث وصلت الصناعة إلى طريق مسدود في سياق الحرب (غارات جوية وهجوم تيت في فيتنام الشمالية).
حصل في هذه الفترة حدث بارز، معروف باسمه الرمزي حملة بونغ لان (Chiến dịch Bông Lan). تمثل في إصلاح للعملة باشرتها إدارة نغوين فان ثيو في من 18 يونيو 1966 حيث اصدرت أوراق لنقدية جديدة عرفت باسم «الأوراق النقدية للجمهورية الثانية».

### فترة 1969-1975
واجه اقتصاد فيتنام الجنوبية صعوبات يرجع سببها إلى الانخفاض المفاجئ للطلب عندما قامت الولايات المتحدة الأمريكية وحلفاؤها بخفض عدد قواتها المسلحة من جنوب فيتنام في الفترة الممتدة ما بين 1970-72. ارتفع العجز في الميزانية بالرغم من ايرادات الميزانية المحلية والمساعدات الأمريكية في حين كان على الحكومة تولي مسؤولياتها بنفسها في ما يخص العمليات العسكرية. التضخم الجامح التي تكبدها في هذه الفترة. في عام 1970، بلغ معدل التضخم (على أساس مؤشر أسعار المستهلكين للناس العاديين) 36.8٪، وارتفع هذا المعدل عام 1973 إلى 44.5٪. وفي السنوات الأخيرة من تواجد جمهورية فيتنام، مضت الحكومة قدما في فرض قيود على التصدير وتحفيز التصدير وتشجيع الاستهلاك المحلي. وهذا ما أدى إلى زيادة الصادرات، وفي الوقت نفسه ارتفاع في الواردات.